# Калипсо (спътник)
Калипсо е естествен спътник на Сатурн. Известен е още под името Сатурн 14. Спътникът е открит през 1980 г. при наземни наблюдения от екип астрономи, включващ Дан Паску, Кенет Сейделман, Уилям Баум и Дъглас Кюри. При откриването му е дадено предварителното означение 1980 S 25. През 1983 г. на спътника е дадено името на фигурата от древногръцката митология Калипсо,
Калипсо е коорбитален с Тетида. Спътникът се намира на задната точка на Лагранж (L5). Телесто се намира на водещата точка на Лагранж (L4).